# Fluororiebeckita
La fluororiebeckita és un mineral de la classe dels silicats que pertany al grup del nom arrel riebeckita.

## Característiques
La fluororiebeckita és un inosilicat de fórmula química ◻{Na₂}{Fe2+₃Fe3+₂}(Si₈O22)F₂. Cristal·litza en el sistema monoclínic. Va ser publicada per Hawthorne l'any 1978, però no va ser redefinida i aprovada com a espècie vàlida per l'Associació Mineralògica Internacional fins a l'any 2012.

## Formació i jaciments
Va ser descoberta als Estats Units, concretament a Pikes Peak, al comtat d'El Paso (Colorado). També ha estat trobada al proper mont Rosa, situat també al comtat d'El Paso, així com al dipòsit de tal·li i niobi de Katugin, al krai de Zabaikàlie (Rússia). Aquests indrets són els únics de tot el planeta on ha estat descrita aquesta espècie mineral.